# 49-милен живописен път
49-милният живописен път, известен също като 49-милния път (на английски: 49-Mile Scenic Drive, 49-Mile Drive) в/около Сан Франциско изтъква много от забележителностите и големите сгради на града. Както името подсказва, маршрутът е дълъг 49 мили или 78,4 км.
Изграден е през 1939 г. за Международното изложение на Голдън Гейт, разкпривайки гледки към новопостроения мост Голдън Гейт и мост Сан Франциско-Оукланд. Завършил е на мястото на панаира на Трежър Айлънд.

## Обекти
Пътят е маркиран с табели, които водят през града. 49-милният път започва от пресечката на улица „Хейс“ (Hayes Street) и „Ван Нес“ авеню (Van Ness Avenue) в близост до Сивик сентър:
- Сивик сентър
- Музей на модерното изкуство, Сан Франциско (San Francisco Museum of Modern Art)
- Японски квартал (Japantown)
- Юниън Скуеър
- Китайски квартал
- Ноб Хил
- Кабелно трамвайно депо (Cable Car Barn)
- Пирамида Трансамерика
- Норт Бийч
  - площад „Вашингтон“ (Washington Square)
  - Кула Койт
- Пиер 39 (Pier 39)
- Фишерманс Уорф (Рибарски пристан)
- Остров Алкатрас
- Консервната фабрика (The Cannery)
- Площад Гирардели (Ghirardelli Square)
- Воден парк (Aquatic Park)
- Улица „Ломбард“
- Марина грийн (Marina Green)
- Криси филд (Crissy Field)
- Дворец на изящните изкуства (Експлораториум) (Palace of Fine Arts, Exploratorium)
- Президио
  - Център за цифрови изкуства „Летърман“ (Letterman Digital Arts Center)
- Мост Голдън Гейт
- Форт Пойнт (Fort Point)
- Бейкър Бийч
- Калийфорнийски дворец на легиона на честта (California Palace of the Legion of Honor)
- Ричмънд
- Линкълн парк (Lincoln Park)
- Минерални бани „Сутро“ (развалини) (Sutro Baths)
- Голяма магистрала (Great Highway)
  - Къща на скалата (Cliff House)
  - Тюленова скала (Seal Rock)
  - Оушън Бийч
  - Голяма магистрала (Great Highway)
  - Зоопарк Сан Франциско
  - Езеро Мерсед (Lake Merced)
- Голдън Гейт парк
  - Санфранциска ботаническа градина
  - Японската чайна градина (Japanese Tea Garden)
  - Азиатски музей на изкуството Сан Франциско (Asian Art Museum of San Francisco)
  - Възпоменателен музей „М. Х. де Янг“
  - Калифорнийска академия на науките (ще бъда завършена 2008 г.) (California Academy of Sciences)
  - Цветна оранжерия (Conservatory of Flowers)
  - Възпоменателна горичка за СПИН (AIDS Memorial Grove)
  - Стадион Кезар (Kezar Stadium)
- Хейт-Ашбъри
- Туийн Пийкс
- Кастро
  - Кино „Кастро“ (Castro Theatre)
- Мисия „Долорес“ (Mission Dolores)
- Ей Ти енд Ти парк (AT&T Park)
- Мост Сан Франциско-Оукланд
- Ембаркадеро
- Сграда на Пристанище Сан Франциско
- Финансов район
- Москони сентър (Moscone Center)